# 尤鲁都斯县
尤鲁都斯县是1945年至1950年6月，新疆三区革命临时政府在和靖县西部的巴音布鲁克草原设置的县份。为蒙古族聚居区。1950年6月新疆省人民政府决定尤鲁都斯县并入和靖县。

## 歷史
1945年8月7日，三区革命临时政府发布17号令把开都河流域的巴音布鲁克游击队实控的和靖县西部珠勒都斯地区单独划出成立尤鲁都斯县，归伊犁专署管辖，强自德任县长，县政府设在后来的巴音布鲁克区驻地，设巴伦、察腾（茶滕）、谢米尔（斜米尔）、对努尔4个乡政府。强自德是藏人，1935年到巴音布鲁克管理班禅大师在此地财产的管家。1950年4月12日,焉耆专员公署成立，和靖县隶属焉耆专区。1950年6月和靖县人民政府成立。1950年6月24日，新疆省人民政府主席包尔汉致电焉耆专区行政公署专员郑国卿，同意尤鲁都斯县并入和靖县。1950年9月焉耆地工委工作组派出工作组到珠勒都斯草原，宣布尤鲁都斯县合并到和靖县，成立和靖县第五区、1958年改称巴音布鲁克区。1954年6月23日撤销焉耆专区，成立巴音郭楞蒙古自治区，和靖县隶属巴音郭楞蒙古自治区。1965年11月3日，改名为和静县。